# Щарнберг
 Тази статия е за града в Германия.  За окръга вижте Щарнберг (окръг).  
Щарнберг е град в окръг Горна Бавария, провинция Бавария, Германия. Намира се на 25 km югозападно от Мюнхен, на северния край на Щарнбергското езеро и е дестинация за излети и почивки.

## История
Първото упоменаване на града е от 1226 г. През 19 век Щарнберг се превръща в най-важното населено място на Щарнбергското езеро, тогава наричано още Вюрмзе. През 1854 г. е открита железопътната отсечка Мюнхен-Щарнберг. До 20 век Щарнберг остава рибарско село. През 1912 г. получава статут на град. През 21 век Щарнберг е дестинация за излети на гражданите на Мюнхен.

## Побратимени градове
От 1977 г. Щарнберг е побратимен град с френския град Динар.

## Икономика и инфраструктура

### Покупателна способност
Щарнберг е заобикалящият го окръг са начело в статистиката за покупателна способност на населението в Германия. Тя е 26 312 евро на човек от населението през 2004 г., което е с 53% над средното за страната. През 2007 г. тя е 26 120 евро, което все още отрежда първата позиция.

### Икономика
През 1998 г. в Щарнберг има 82 наети работници в земеделието е горите, 1450 в производството, 2193 в търговията и транспорта. 4271 души са наети в други браншове.

### Транспорт
Автомобилният трафик в града е относително голям поради преминаващите автомобили в посока западния бряг на езерото. Има две спирки на крайградската железница на Мюнхен. От пристанището има редовни курсове на шест кораба.

## Личности

### Починали
- Антон Калоянов (1918 – 1981), български химик-органик, живял и работил в Мюнхен, Германия[1]